# L'Effrontée
L'Effrontée je francouzské komediální drama z roku 1985, které režíroval Claude Miller. Snímek měl světovou premiéru 11. prosince 1985.

## Děj
Charlotte je třináctiletá dívka, nemotorná a tajnůstkářské. Seznámí se s mladou dívkou svého věku, klavíristkou Clarou Baumanovou, která se chystá na koncert Mendelssohnova Klavírního koncertu č. 2 a pokusí se získat její přátelství.

## Obsazení
| Charlotte Gainsbourgová | Charlotte Castang               |
| Bernadette Lafont       | Léone                           |
| Jean-Claude Brialy      | Sam                             |
| Julie Glenn             | Lulu                            |
| Clothilde Baudon        | Clara Bauman                    |
| Jean-Philippe Écoffey   | Jean                            |
| Raoul Billerey          | Antoine Castang, otec Charlotte |
| Simon de La Brosse      | Jacky Castang                   |
| Richard Guerry          | Franck, učitel hudby            |
| Louisa Shafa            | žena v šatně                    |
| Cédric Liddell          | Pierre-Alain Galabert           |
| Daniel Chevalier        | profesor na lyceu               |
| Philippe Baronnet       | učitel tělocviku                |
| Chantal Banlier         | servírka                        |
| Armand Barbault         | majitel restaurace              |

## Ocenění
- Cena Louise Delluca
- César: nejlepší herečka ve vedlejší roli (Bernadette Lafont), nejslibnější herečka (Charlotte Gainsbourgová); nominace v kategoriích nejlepší režie (Claude Miller), nejlepší film, nejslibnější herec (Jean-Philippe Écoffey), nejlepší původní scénář nebo adaptace (Annie Miller, Luc Béraud, Bernard Stora, Claude Miller), nejlepší kostýmy (Jacqueline Bouchard) a nejlepší zvuk (Paul Lainé a Gérard Lamps)